# Ilse Rose-Vollborn
Ilse Rose-Vollborn (* 25. August 1911 in Berlin; † 1974 ebenda) war eine deutsche Schauspielerin auf der Bühne und im Film.

## Leben und Wirken
Ilse Vollborn stieß mit 19 Jahren zum Rose-Theater in Berlin und heiratete dort im Jahr darauf den Schauspielkollegen Willi Rose, der dem Familienclan angehörte. Mehrere Jahre lang blieb sie unter ihrem nunmehrigen Namen Ilse Rose-Vollborn dem Rose-Theater verbunden, ehe sie sich ab 1935 ganz auf die Filmschauspielerei konzentrierte. Bis Kriegsausbruch 1939 drehte die Künstlerin Film auf Film – sowohl heitere Geschichten wie das Volksstück Donner, Blitz und Sonnenschein mit Karl Valentin als auch dramatische Geschichten wie den Fliegerfilm Gewitterflug zu Claudia mit Willy Fritsch.
Nach dem Kriminalmelodram Die Frau ohne Vergangenheit beendete Ilse Rose-Vollborn unmittelbar vor Beginn des Zweiten Weltkriegs ihre Filmkarriere und kehrte auch nicht mehr zur Bühne zurück.

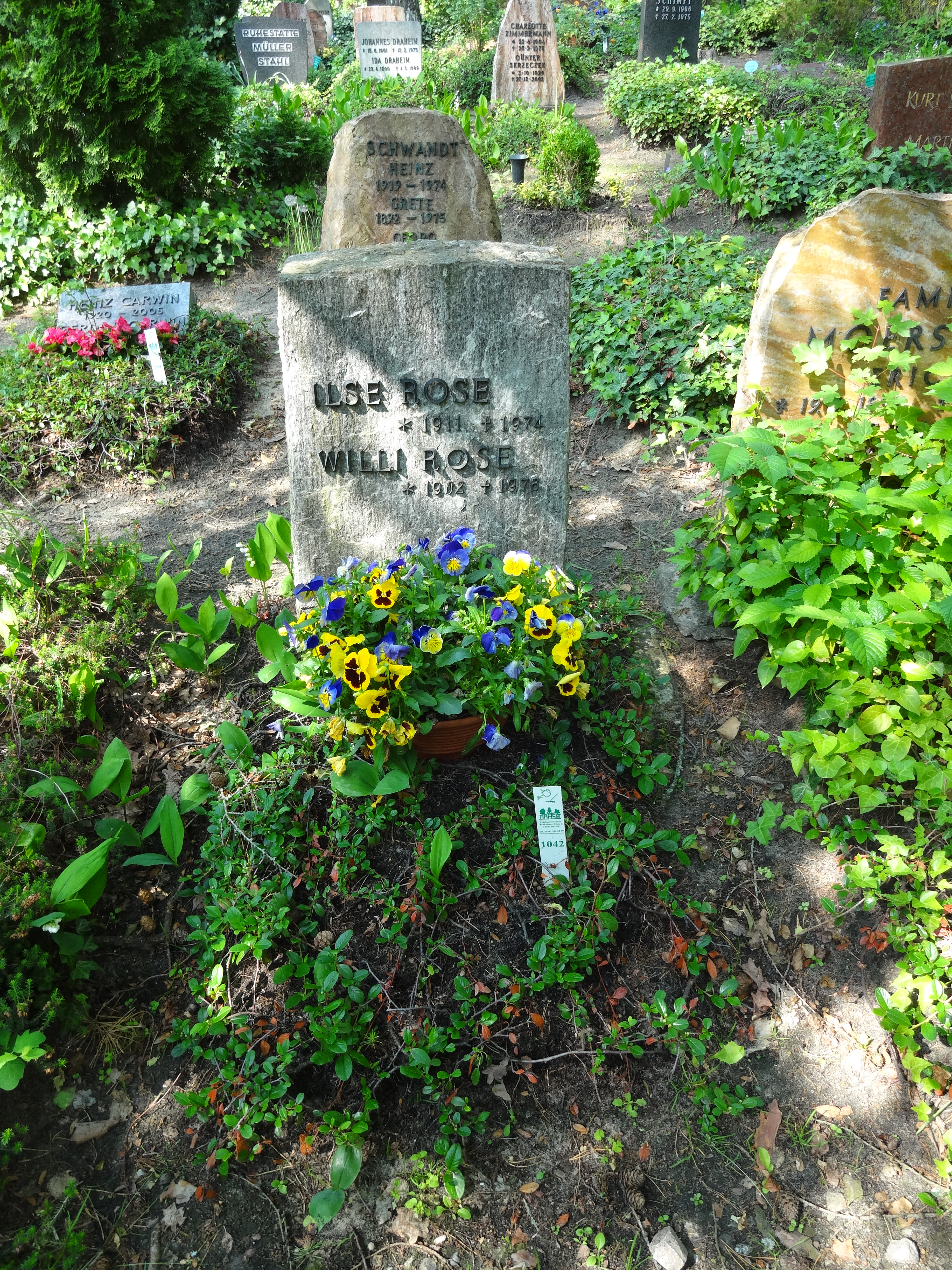
Grab von Ilse Rose-Vollborn auf dem Friedhof Heerstraße in Berlin-Westend

Sie blieb bis zu ihrem Tod mit Willi Rose verheiratet. Die beiden hatten eine gemeinsame Tochter namens Corinna.
Ilse Rose-Vollborn starb 1974 nach einem Gehirnschlag in Berlin. Ihr Urnengrab befindet sich auf dem landeseigenen Friedhof Heerstraße in Berlin-Westend (Grablage: II-Ur 10-1-22). Sie ruht dort an der Seite ihres 1978 verstorbenen Gatten Willi Rose.

## Filmografie (komplett)
- 1933: Der Jäger aus Kurpfalz
- 1935: Der Mann mit der Pranke
- 1935: Die selige Exzellenz
- 1936: Moral
- 1936: Annemarie
- 1936: Donner, Blitz und Sonnenschein
- 1936: Kinderarzt Dr. Engel
- 1937: Gewitterflug zu Claudia
- 1937: Zwischen den Eltern
- 1938: Es leuchten die Sterne
- 1939: Die Frau ohne Vergangenheit